# いちごプライベートリート投資法人
いちごプライベートリート投資法人は、東京都港区にある投資法人、私募リート。
旧東祥東海リート投資法人（とうしょうとうかいリートとうしほうじん、Tosho Tokai REIT Inc.）であり、スポンサーは東祥であったが、2024年にいちご株式会社に変更となった。

## 概要
東祥及び東祥子会社のABホテルがスポンサー、資産運用会社は東祥100%子会社の東祥アセットマネジメントで、2024年11月までは東海財務局所管内で初めてかつ唯一の登録投資法人であった（登録番号：東海財務局長第1号）。
2020年3月に、東祥からスポーツクラブ2物件と賃貸マンション15物件、ABホテルからホテル3物件の計20物件・98億円を取得し運用を開始した。
出資は、設立時は東祥による2億円だったが、運用開始時に機関投資家により増資され、出資額65億円、東祥の出資持分は7.7%となった。一定期間の私募での運用後、上場を目指す見込みである。
2022年2月に、追加出資を受け出資総額101億円となり、東祥より16物件を75億円で追加取得した。東祥は追加出資により持分比率18.8%となり、当法人は東祥の持分法適用会社となる。
2024年8月1日付で、いちご株式会社は当投資法人の全投資口と、東祥から東祥アセットマネジメント株式会社の全株式を取得した。資産運用会社は、いちごリアルティマネジメント株式会社に商号変更した。いちごプライベートリート投資法人に商号変更し、所在地を関東財務局管内の東京都港区に移転した。

## 沿革
- 2019年（令和元年）12月13日 - 東祥リート投資法人として設立。所在地は愛知県安城市三河安城町1丁目16番地5。
- 2020年（令和2年）1月24日 - 内閣総理大臣による投信法第189条に基づく登録の実施（登録番号：東海財務局長第1号）
- 2020年（令和2年）3月18日 - 運用開始（20物件、取得価格98億円）
- 2022年（令和4年）11月1日 - 東祥東海リート投資法人に商号変更[14][15]
- 2024年（令和6年）11月1日 - いちごプライベートリート投資法人に商号変更[15]
- 2024年（令和6年）11月27日 - 所在地を東京都港区新橋4丁目31番3号に変更[15]
- 2024年（令和6年）12月16日 - 関東財務局にて登録（登録番号：東海財務局長第172号）[16]。

## ポートフォリオ
- 2021年3月18日に、20物件を98億円で取得。
  - スポーツクラブ
    - ホリデイスポーツクラブ尾張旭（愛知県尾張旭市）、ホリデイスポーツクラブ高岡（富山県高岡市）

  - 賃貸マンション
    - A・City相生、日の出、今本町、朝日町、明治本町、三河安城東町、弁天、三河安城北館、三河安城南館、アップルヒルズ（愛知県安城市）
    - A・City宇頭、中島西、中島東、羽根（愛知県岡崎市）
    - A・City牛田（愛知県知立市）

  - ホテル
    - ABホテル三河安城新館（愛知県安城市）、ABホテル伊勢崎（群馬県伊勢崎市）、ABホテル宇部新川（山口県宇部市）
- 2022年2月3日に、16物件を75億円で追加取得。
  - 賃貸マンション
    - A・City守山元郷、中川法華、港本宮、守山小幡、港十一屋、港宝神、柴田、港陽、野跡、港栄、七条、鳴海、名港、柴田本通、瑞穂雁道、秩父通（名古屋市）

## 資産運用会社
いちごリアルティマネジメント株式会社が本投資法人の資産運用会社である。
2018年（平成30年）2月に東祥アセットマネジメント株式会社（とうしょうアセットマネジメント-）として設立され、2024年（令和6年）8月5日にいちごリアルティマネジメント株式会社へ商号変更された。
- 資本金 - 3億円
- 株主 - 東祥 100%→いちご株式会社 100%
- 代表者 - 沓名眞裕美→溝越祐輔
- 本社 - 〒446-0056 愛知県安城市三河安城町1-16-5 東祥ビル2階